# Abdul Azim Al-Aliwat
Abdul Azim Al-Aliwat (arab. ‏عبد العظيم العليوات‎, ur. 12 lipca 1967) – saudyjski sportowiec.
Brał udział w rzucie oszczepem na Letnich Igrzyskach Olimpijskich 1988.